# 후안 2세 (카스티야)
후안 2세(스페인어: Juan II de Castilla, 1405년 3월 6일 - 1454년 7월 20일)는 1406년부터 1454년까지의 카스티야와 레온의 군주이다. 병약했던 부왕 엔리케 3세가 27세의 젊은 나이에 사망하자 태어난지 22개월만에 즉위하였다. 1418년부터 친정을 하였으나 정치적으로 무능하였을 뿐만 아니라 정치에 대한 관심도 없었다. 사촌형들을 중심으로 한 종친 대귀족들의 권력 욕심 때문에 시달림을 많이 받았고 이를 견제하기 위해 알바로 데 루나를 총신으로 내세워 국정을 일임하였다.
숙부 페르난도(아라곤 국왕 페르난도 1세)가 섭정을 마치고 아라곤으로 떠난 1412년 이후부터 대귀족, 왕비, 총신 루나 사이에 끝임없는 권력 투쟁으로, 왕국은 혼란의 연속이였다. 재상 루나가 후안 2세의 두번째 왕비 이사벨과 권력투쟁에서 패하여 1453년 6월에 참수당하자 괴로워하였고 건강이 악화된 끝에 이듬해 사망하였다.

## 섭정기
토로에 있는 산 일데폰소 왕립 수도원 궁전에서 태어났다. 아버지는 엔리케 3세이고 어머니는 랭커스터의 캐서린이다. 그의 어머니는 엔리케 3세의 할아버지인 엔리케 2세에게 권좌를 빼앗긴 페드로 1세의 손녀였다. 후안은 1406년 12월 25일에 그의 아버지 자리를 계승했으며, 페드로와 엔리케 2세 두 명의 권리를 하나로 통합하였다.
1406년 부왕 엔리케 3세 유언에 따라 어머니 캐서린과 숙부 페르난도가 분점하여 공동섭정을 하였다. 아라곤의 국왕 마르틴 1세가 후계없이 사망하자, 1412년 카스페 타협으로 페르난도가 아라곤의 왕으로 선출되어 카스티야를 떠났다. 이후 모후 캐서린이 홀로 섭정을 하다가 1418년 6월 사망하자, 후안 2세의 사촌형인 인판테 후안과 엔리케가 공동섭정이 되면서 형제간에 권력투쟁이 시작되었다.
이로 인해 카스티야 귀족들간에도 파벌이 형성되었다. 아라곤 국왕 페르난도 1세의 셋째 왕자 엔리케 (1400~1445)와 그의 친형 후안(훗날 아라곤 왕 후안 2세, 1398~1479) 왕자는 부모한테 상속받은 영지와 넓은 인맥을 카스티야에 가지고 있었다. 그래서 그들은 부친 페르난도 1세가 첫째 형 알폰소와 함께 1412년 아라곤으로 떠난 후에도 카스티야 왕실에 남아 있었다. 인판테 후안과 엔리케를 중심한 '아라곤파' 귀족들이 왕의 관직 임용권을 행사하는등으로 인해, 카스티야의 국정은 혼란스러웠다.

## 즉위와 통치

### 권력 투쟁

#### 총신 루나의 기용
1419년 3월 7일, 만 14세로 후안 2세가 성인이 되었고 마드리드에서 열린 코르데스(의회)에서 친정이 선포되었으나, 실질적인 권력 이양은 요원하였다. 후안 2세는 이 사태를 바로잡기 위해 알바로 데 루나를 내세워 사촌형들(후안과 엔리케)과 귀족들을 견제하였다. 알바로 데 루나는 1410년 그의 삼촌이자 톨레도 대주교인 페드로의 소개를 통해 사환(使喚)으로 궁정에 들어왔으나, 곧 후안 2세가 가장 신뢰하고 의지하는 측근이 되었다. 루나는 후안 2세가 좋아하는 여러 분야에 재주가 많았으며, 이를 통해 국왕의 마음을 사로잡은 후, 점차 궁정내에 영향력을 키우고 있던 인물이었다.

#### 엔리케의 쿠데타
사촌형인 엔리케(1440~1445)가 1420년 7월에 쿠데타를 일으켰다. 그의 형인 후안이 나바라의 블랑쉬와 결혼하기 위해 나바라로 떠나면서 카스티야를 비우자 이를 기회로 삼은 것이다. 엔리케는 토르데시야스에 있는 왕궁으로 쳐들어가서 후안 2세(1405~1454)를 생포하고 자신의 형 후안(1398~1479) 왕자를 따르던 귀족들을 모두 제거한 후 정권을 장악하였다.
1420년 8월, 후안 2세(1405~1454)는 엔리케의 강요로, 그의 여동생 마리아와 아빌라에서 결혼식을 올렸다. 물론 2년 전에 이미 사촌누이인 마리아와 약혼한 상태이기는 했으나 다소 강압적인 분위기 속에 결혼이 진행되었다. 쿠데타 소식을 접한 엔리케의 형 후안이 군대를 일으켜 올메도에 도착하자, 후안 2세는 엔리케에 요구에 의해 탈라베라로 거처를 옮겨야 했다. 11월 29일, 루나의 도움으로 간신히 탈출에 성공하여 그와 함께 몬탈반 성으로 피신하였다.
인판테 엔리케(1440~1445)가 성을 포위했으나 폭풍으로 인해 성을 함락시키지 못하고 철수하였다. 나날이 인판테 엔리케에 대한 귀족들이 지지가 약해지자 그는 힘을 잃고 쿠데타는 실패로 종결되고 말았다. 1422년 9월 23일 인판테 엔리케(1440~1445)는 군대를 해산하였고, 1423년 6월 12일, 신변보장을 약속받은 상태로 입궐하였으나 이틀 후 후안 2세는 그를 반역죄로 체포하고 모라 성에 감금했다. 후안 2세는 인판테 엔리케(1440~1445)에게 산티아고 기사단장직을 제외한 모든 직위와 재산을 몰수한 후 귀족들에게 분배해버렸다.
쿠데타가 종결되자, 후안 2세는 루나에게 영지를 하사하고 카스티야의 총사령관(Constable of Castile)으로 임명하였는데 이로써 루나는 정권의 중심 인물이 되었다. 자신의 탈출을 도와 쿠데타가 무산되는데 큰 공을 세웠다고 판단하여 내린 조치였다. 엔리케의 형인 아라곤의 국왕 알폰소 5세는 동생(인판테 엔리케)의 석방을 위해 외교적 협상노력과 압박을 가하였고 후안 2세는 이에 굴복하여 1425년 10월에 엔리케를 석방할 수밖에 없었다. 석방된 인판테 엔리케(1440~1445)는 반국왕파 귀족연합을 이끌며 권력의 중심으로 부상한 루나를 궁정에서 몰아내기 위해 다시 권력투쟁에 앞장섰다.

#### 루나의 실각과 복귀

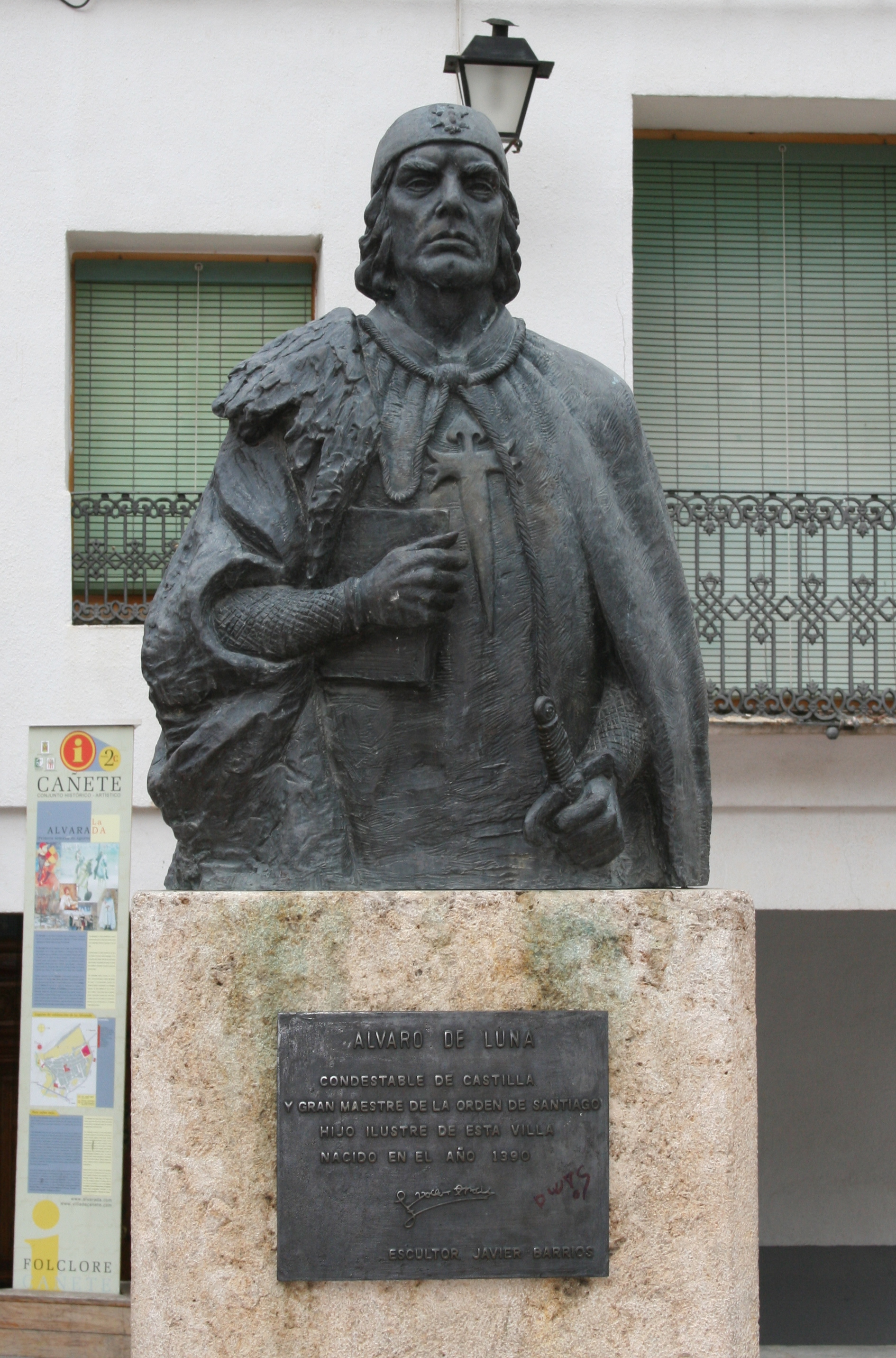
알바로 데 루나의 동상

귀족연합의 압박이 심해지자 1427년 9월 루나를 일선에서 물러나게 했다. 이내 인판테 엔리케(1440~1445)가 정치일선에 복귀하며 이전의 권력을 되찾았다. 그러나 귀족 연합은 분열 양상을 보였고 귀족들의 요청으로 실각한지 5개월 만인 1428년 2월에 루나가 정계에 복귀하였다. 이로써 인판테 엔리케(1440~1445)와 권력투쟁은 다시 시작되고 말았다. 엔리케와 귀족연합이 카스티야와 레온에 대한 후안 2세의 지배력을 강화하는 루나의 정책을 지속적으로 방해하자 1428년 6월 국왕 후안 2세는 인판테 엔리케(1440~1445)에게 궁정에서 떠날것을 명령했다.
1429년에 그의 형이자 아라곤 왕 알폰소 5세(재위 1416~1458)가 엔리케와 도모하여 카스티야에 선전포고를 하였다. 아라곤과 나바라 연합군이 하드라케(Jadraque)까지 침공했으나 후안 2세의 왕비 마리아(알폰소 5세의 누이)가 노력한 덕분에 실제 전쟁은 일어나지 않았다. 이듬해 양국간 마자노 조약을 체결하며 사건은 마무리가 되었으나 인판테 엔리케(1440~1445)는 이일로 인하여 망명길에 올랐다.

#### 올메도 전투
1437년 카스티야 귀족들이 후안 2세와 루나 재상에 대항하여 무력 봉기를 일으키자 카스티야는 내전에 돌입했다. 1438년 루나의 숙적 인판테 엔리케(1440~1445)도 알부르케르케 백작의 자격으로 귀국한 후 귀족들 편에 서서 내전에 합류하였다. 엔리케는 2년 전인 1435년에, 어머니 레오노르가 사망함으로 알부르케르케 백작위를 상속받았다. 1445년 5월 19일, 올메도(Olmedo)에서 전투가 벌어졌는데 이 전투에는 아라곤이 반 국왕파 카스티야 귀족들과 연합했으며 인판테 엔리케(1440~1445)도 참전하였다.
루나 재상이 이끈 국왕군은 아라곤-귀족연합군은 상대로 대승을 거두었다. 이 전투에서 인판테 엔리케(1440~1445)가 부상을 입고 사망하면서 루나는 일생 최대의 정치적 라이벌을 제거하는데 성공하였다. 인판테 엔리케(1440~1445)가 사라지자 카스티야 왕국은 완전히 루나가 접수하게 되었다. 엔리케의 죽음으로 카스티야의 최대 조직인 산티아고 기사단장이 공석이 되자 재상 루나를 단장에 임명하였는데 이로 인해 루나의 권력이 후안 2세의 힘을 능가할 정도가 되었다. 

### 총신 루나의 몰락

#### 왕세자 엔리케
1425년에 후안 2세의 첫 번째 왕비 마리아는 건강한 엔리케 왕세자(훗날 엔리케 4세)를 낳았다. 루나는 왕세자의 어린시절부터 자신의 통제하에 놓기 위해 세고비아에 별도의 궁정을 마련해주고 왕자의 동료 선발과 교육을 직접 감독하였다. 엔리케의 어린 시절은 이미 루나가 국왕의 총신으로서 카스티야의 권력을 장악하고 있었으며 그의 전횡으로 부정부패가 만연하고 혼란스러운 시대였다. 아버지 국왕 후안 2세는 정치에 관심이 없었을 뿐만 아니라 무능하였고 지나칠 정도로 루나를 신임하여 모든 것을 맡겨버렸기 때문에 꼭두각시나 마찬가지였다.
1445년 어머니 마리아(후안 2세의 왕비)가 독살로 의심되는 상황에서 사망하였다. 숨을 거두기 직전 주모자로 루나를 지목하였으나 사후에 수사등 어떠한 후속 조치도 이루어지지 않았다. 왕세자 엔리케가 장성하며 루나와 갈등이 갈수록 심해졌으나 루나가 국정을 장악하고 있었고 그의 측근들이 휘두르는 권력 앞에서는 무기력할 수 밖에 없었다. 루나의 권력전횡이 부당했으나 엔리케 왕세자는 심약했고 담대함도 부족했기에 뚜렷한 해결책을 찾지 못하고 있었다.

#### 계비 이사벨
후안 2세는 새로운 왕비로 프랑스와 동맹을 위해 프랑스 출신의 왕녀나 공녀를 원했다. 그러나 재상 루나가 포르투갈과 동맹이 더 중요하다고 설득하자, 이를 받아들였다. 두 번째 왕비로는 포르투갈 주앙 1세의 손녀로 19세의 어린 이사벨이 간택되었고 1447년에 결혼식이 진행되었다. 이사벨 (1428~1496)이 입궐하자, 루나는 새로운 왕비 역시 자신의 통제하에 두려고 하였다. 심지어 부부생활에까지 간섭하였다.

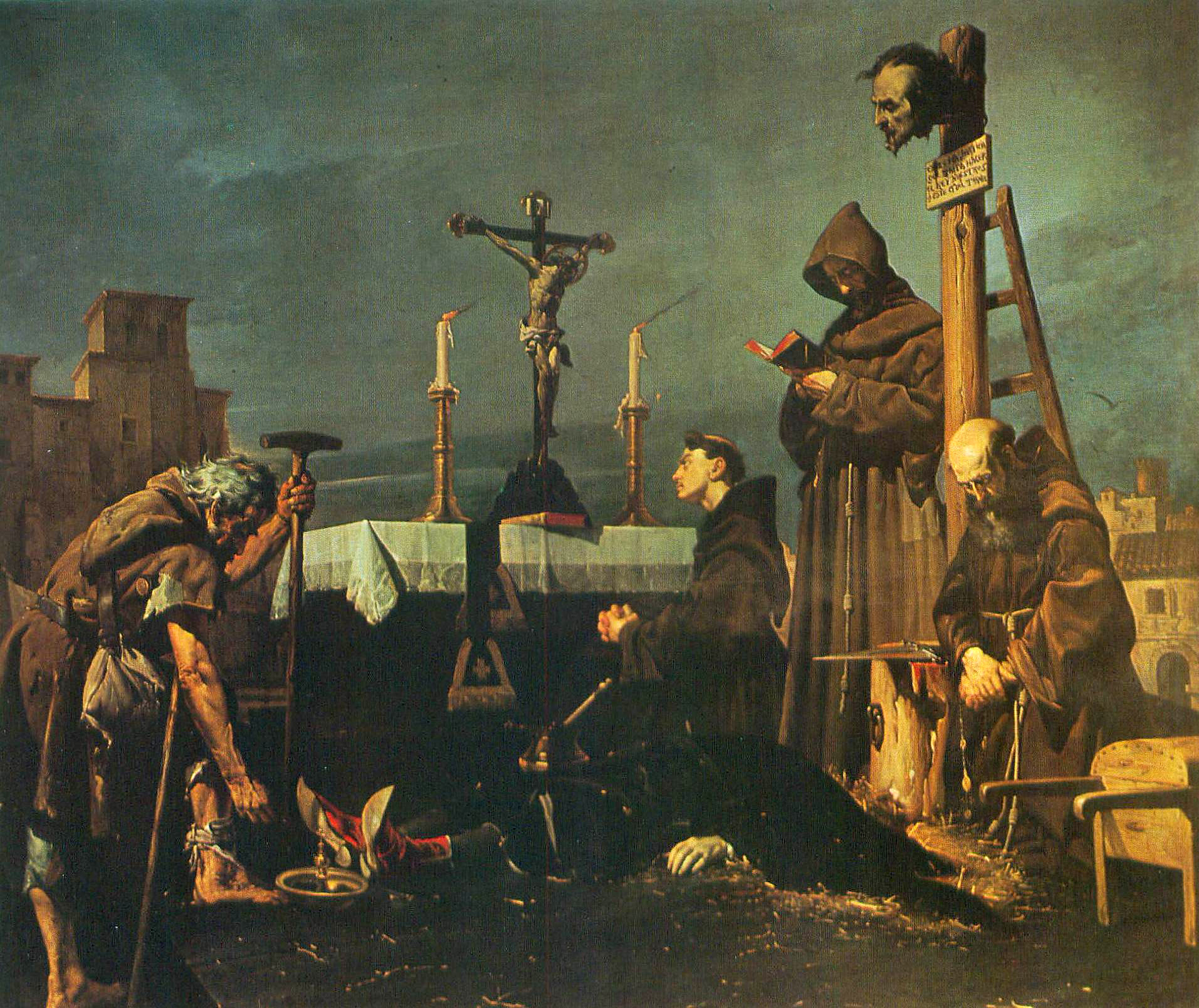
재상 루나의 최후 (1453년)

이사벨이 왕녀 출신이 아님에도 불구하고 카스티야의 왕비가 될 수 있었던 것은 모두 루나의 노력으로 만들어진 산물이었지만, 도가 넘는 루나의 간섭은 왕비를 불쾌하게 만들었다. 아울러 총신 루나를 위시한 탐욕스러운 귀족들이 득세하여 국정이 혼란스럽고 백성들은 도탄에 빠져있는 상황을 왕비로서 두고보기 어려웠다. 이사벨은 귀족의 힘을 누르고 실추된 왕권을 강화하기 위한 권력투쟁에 나섰다. 이사벨의 노력으로 일 년 사이에 루나의 권력은 거의 절반 가까이나 축소되어 버렸다.

#### 동맹과 정변
이사벨(1428~1496)은 먼저 전처의 자식인 엔리케(1425~1474) 왕세자와 정치 동맹을 맺었다. 재상 루나(1388~1453)를 제거하여 그의 영향력에서 벗어남과 동시에 왕권강화라는 공동의 관심사가 있었기에 쉽게 의기투합 할 수 있었다. 그러던 중 왕실 회계사가 살해당하는 사건이 발생하였는데, 이는 루나가 사주한 일이었다. 국왕 후안 2세는 왕비 이사벨의 체포 요구에 동의할 수밖에 없었다. 1453년 4월 4일에 루나는 부르고스에서 체포되었으며 이를 계기로 왕비 이사벨과 왕세자 엔리케는 정변을 일으킨 후, 루나의 측근들을 대거 숙청하였다.
루나는 후안 2세의 전 왕비 아라곤의 마리아(1403~1445)를 독살한 주범이라는 의심 역시 받고 있었다. 형식적인 재판을 거쳐서 루나에게 사형선고가 내려졌으며, 1453년 6월 2일, 권력투쟁에 패배한 루나는 바야돌리드 광장에서 참수되었다.

## 사망
정변은 성공적이었으나 후안 2세(1405~1454)는 어려서부터 깊게 의지하고 총애하던 신하의 죽음을 슬퍼했고 건강이 크게 나빠지기 시작하더니 1454년 7월 20일에 사망하고 말았다. 왕세자 엔리케가 카스티야 국왕 엔리케 4세가 되어 즉위하였는데, 비정하게도 옛 정치동맹이었던 계모 이사벨과 그녀의 두 자녀를 왕궁에서 추방하여 아레발로(Arévalo)라는 소도시로 유배를 보냈다.
지난 1453년 정변 때 보여준 계모 이사벨의 탁월한 능력으로 비추어볼 때 언제가는 자신의 왕위를 빼앗아 이복 남동생 알폰소에게 물려줄지도 모른다는 불안감이 생겼기 때문이었다. 계모 이사벨(1428~1496)은 배신의 충격으로 인해 정신장애가 생겼는데 증상이 점차 악화되어 실성하는등 정상적인 생활이 불가능한 상태에서 남은 여생을 보냈다. 그녀의 딸이자 이복여동생인 이사벨은 1474년 이복 오빠의 뒤를 이어 즉위한 후 레콩키스타를 완성하며 16세기 스페인의 전성기를 여는 위대한 여왕이 되었다.

## 유대인 정책 外
후안 2세의 섭정들은 1411년에 바야돌리드 법을 발휘했는데, 이는 유대인들의 사회적 활동을 제한시키는 것이었다. 법항의 주목할만 것들에서는 유대인들은 독특한 복장을 입어야만하고 관리직 금지 등이 있었다. 하지만 후안이 왕위를 잡자마자, 그는 (데 루나에 의해 정치적 영향을 받았을 것 같음에도) 법령을 뒤집었고, 1391-1415년 사이의 대량의 개종 물결 이후에도 이미 고통받던 카스티야의 유대인들에게 한 단계 더 관용적인 자세로 대했다.
1431년에 후안은 조공과 카스티야의 속국이 된다는 조건으로, 유수프 4세를 무어계의 그라나다 토후국의 술탄에 앉혔다. 이 거래는 아베나마르 로망스에 묘사되어 전해진다.

## 결혼과 자녀
1418년에 후안은 그의 친 삼촌인 아라곤의 페르난도 1세의 장녀인 마리아 데 아라곤과 혼인했다. 이 결혼 사이에 다음의 자식이 태어났다:
- 카탈리나 데 카스티야 (1422년–1424년) : 그녀의 탄생에서 죽음까지 후안의 추정상 후계자이다.
- 레오노르 데 카스티야 (1423년–1425년) : 카탈리나의 죽음부터 엔리케의 탄생까지 후안의 추정상 후계자이다.
- 엔리케 4세 데 카스티야 (1425년–1474년) : 유일하게 장성하여 1454년에 왕위를 계승하였다.
- 인판타 마리아(Maria, 1428년–1429년)

모든 그의 자식들 중에서 엔리케 4세 데 카스티야만이 유아기까지 살아남았다. 후안은 1445년에 홀아비가 됐고 포르투갈의 인판테 주앙의 딸 이자벨 드 아비스와 재혼했다. 그들 사이에 두 명의 자녀가 태어났다:
- 이사벨 1세 데 카스티야 이 아라곤 (1451년–1504년) - 남편 페르난도 2세와 함께 스페인 통일의 기초를 수립함. 딸 캐서린은 헨리 8세와 혼인함. 장녀는 광녀 후아나이다.
- 알폰소 데 카스티야 (1453년–1468년)